# Dara Xucô
Dara Xucô (em persa: دارا شِکوہ), também conhecido como Dara Xicô (se transliterado como Dārā Shikoh, literalmente 'Do Terror de Dario') (20 de março de 1615 – 30 de agosto de 1659), foi o filho mais velho e herdeiro aparente do imperador mogol Xá Jeã. Dara foi designado com o título Padshahzada-i-Buzurg Martaba ("Príncipe de Alto Nível") e foi escolhido como sucessor por seu pai e sua irmã mais velha, a princesa Jahanara Begum. Na guerra de sucessão que se seguiu à doença de Xá Jeã em 1657, Dara foi derrotado por seu irmão mais novo, o príncipe Muhiudim (mais tarde, o imperador Auranguezebe). Ele foi executado em 1659 por ordem de Auranguezebe em uma luta acirrada pelo trono imperial.
Dara era um muçulmano não ortodoxo de mente liberal em oposição ao ortodoxo Auranguezebe; ele escreveu a obra A Confluência dos Dois Mares, que defende a harmonia da filosofia sufi no Islã e da filosofia vedanta no hinduísmo. Um grande patrono das artes, ele também estava mais inclinado para a filosofia e o misticismo do que para as atividades militares. O curso da história do subcontinente indiano, se Dara Xucô tivesse prevalecido sobre Auranguezebe, tem sido objeto de algumas conjecturas entre os historiadores.

## Vida inicial

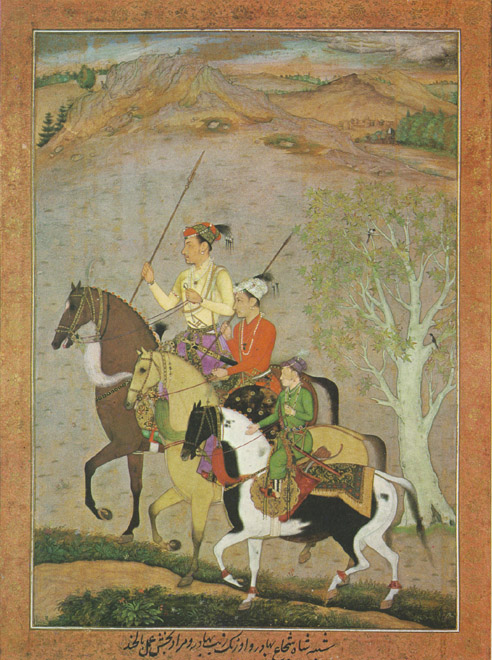
Os irmãos de Dara (da esquerda para a direita) Xá Xuja, Auranguezebe e Murade Baquexe em sua juventude, cerca de 1637

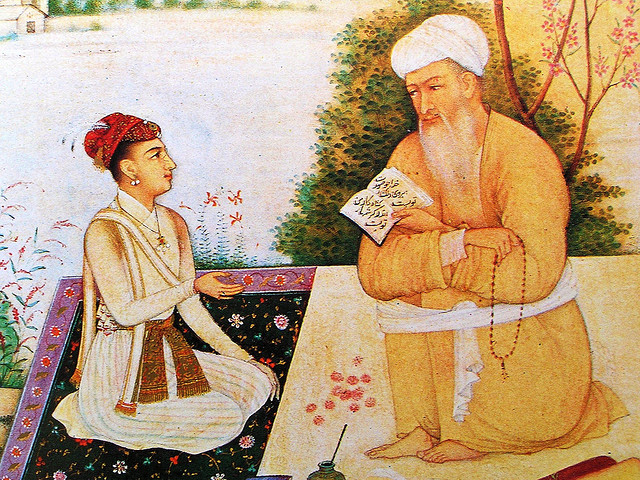
Jovem Dara Xucô (esquerda) e Miã Mir (direita)

Maomé Dara Xucô nasceu em 11 de março de 1615 em Ajmer, Rajastão. Ele foi o primeiro filho e terceiro filho do príncipe Xaíbudim Maomé Currã e sua segunda esposa, Mumtaz Mahal. O príncipe foi nomeado por seu pai. 'Dara' significa dono de riqueza ou estrela em persa, referindo-se também ao rei persa Dario, enquanto, devido a duas possibilidades de transliteração com vogais curtas no persa, a segunda parte do nome do príncipe é comumente escrita de duas maneiras: Shikoh (terror) ou Shukoh (majestade ou grandeza). Assim, o nome completo de Dara pode ser traduzido como "Do Terror de Darius" ou "Da Grandeza de Dario", respectivamente. O historiador Ebba Koch favorece 'Shukoh', usado também pela Enciclopédia do Islã.
Dara Xucô teve treze irmãos, dos quais seis sobreviveram até a idade adulta: Jahanara Begum, Xá Xuja, Roxanara Begum, Auranguezebe, Murade Baquexe e Gauhara Begum. Ele compartilhou um relacionamento próximo com sua irmã mais velha, Jahanara. Como parte de sua educação formal, Dara estudou o Alcorão, história, poesia persa e caligrafia. Ele era um muçulmano não ortodoxo de mente liberal, ao contrário de seu pai e de seu irmão mais novo, Auranguezebe. O persa era a língua nativa de Dara, mas ele também aprendeu hindi, árabe e, posteriormente, sânscrito.
Em outubro de 1627, o avô de Dara, o imperador Jahangir, morreu, e seu pai ascendeu ao trono em janeiro de 1628, assumindo o nome real de 'Xá Jeã'. Em 1633, Dara foi nomeado Vali-ahad (herdeiro aparente) de seu pai. Ele, junto com sua irmã mais velha Jahanara, eram os filhos favoritos de Xá Jeã.

## Casado

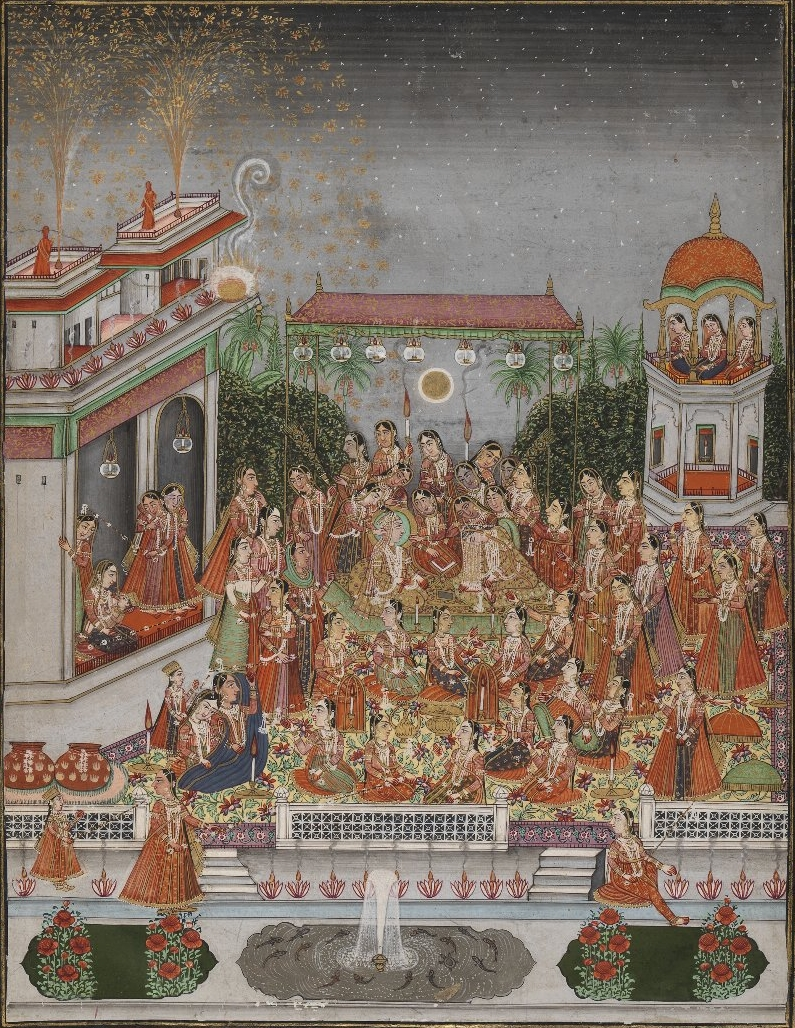
O casamento de Dara Xucô e Nadira Begum, 1875–1890

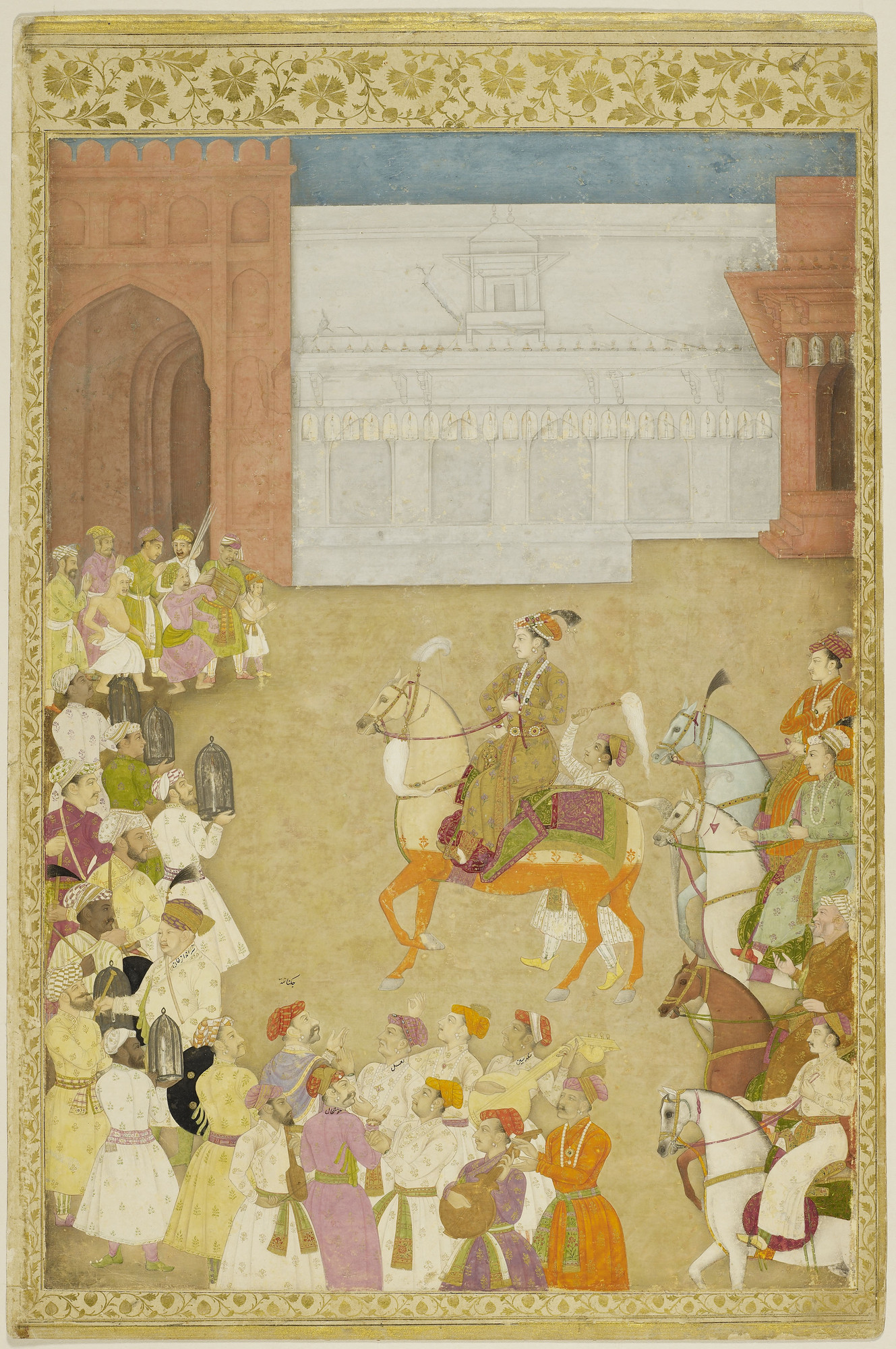
Procissão de casamento de Dara Xucô, com Xá Xuja e Auranguezeb atrás dele. Ilustração de c. 1700, Royal Collection Trust, Londres.

Durante a vida de sua mãe Mumtaz Mahal, Dara Xucô foi prometido em casamento a sua meia-prima, a princesa Nadira Banu Begum, filha de seu tio paterno Sultão Parvez Mirza. Ele se casou com ela em 1º de fevereiro de 1633 em Agra em meio a grandes celebrações, pompa e grandeza. Segundo todos os relatos, Dara e Nadira eram devotados um ao outro e o amor de Dara por Nadira era tão profundo que, ao contrário da prática usual de poliginia predominante na época, ele nunca contraiu nenhum outro casamento. O casal imperial teve sete filhos juntos; dois filhos, Sulaiman Shikoh e Sipirre Shikoh, e uma filha, Jahanzebe Banu Begum, sobreviveram para desempenhar papéis importantes em eventos futuros.
Um grande patrono das artes, Dara encomendou a compilação de algumas obras de arte refinadas em um álbum que agora é famoso pelo nome de 'Álbum de Dara Dara Shikhoh'. Este álbum foi apresentado por Dara à sua "querida amiga íntima" Nadira em 1641. Dara tinha pelo menos duas concubinas, Gul Safeh (também conhecida como Rana Dil) e Udaipuri Mahal (uma escrava georgiana ou armênia). Udaipuri mais tarde se tornou parte do harém de Auranguezebe após a derrota de seu mestre.

## Serviço militar
Como era comum para todos os filhos de Mugal, Dara Xucô foi nomeado comandante militar ainda jovem, recebendo a nomeação de comandante de 12.000 pés e 6.000 cavalos em outubro de 1633. Recebeu sucessivas promoções, sendo promovido a comandante de 12.000 pés e 7.000 cavalos em 20 de março de 1636, a de 15.000 pés e 9.000 cavalos em 24 de agosto de 1637, a de 10.000 cavalos em 19 de março de 1638, a de 20.000 pés e 10.000 cavalos em 24 de janeiro de 1639 e a de 15.000 cavalos em 21 de janeiro de 1642.
Em 10 de setembro de 1642, Xá Jeã confirmou formalmente Dara Xucô como seu herdeiro, concedendo-lhe o título de Shahzada-e-Buland Iqbal ("Príncipe da Grande Fortuna") e promovendo-o ao comando de 20.000 pés e 20.000 cavalos. Em 1645, ele foi apontado como subahdar (governador) de Allahabad. Ele foi promovido a um comando de 30.000 pés e 20.000 cavalos em 18 de abril de 1648 e foi nomeado governador da província de Gujarat em 3 de julho.
À medida que a saúde de seu pai começou a piorar, Dara Xucô recebeu uma série de comandos cada vez mais proeminentes. Ele foi nomeado governador de Multã e Cabul em 16 de agosto de 1652 e foi elevado ao título de Shah-e-Buland Iqbal ("Rei da Grande Fortuna") em 15 de fevereiro de 1655. Foi promovido ao comando de 40.000 pés e 20.000 cavalos em 21 de janeiro de 1656, e ao comando de 50.000 pés e 40.000 cavalos em 16 de setembro de 1657.

## A luta pela sucessão

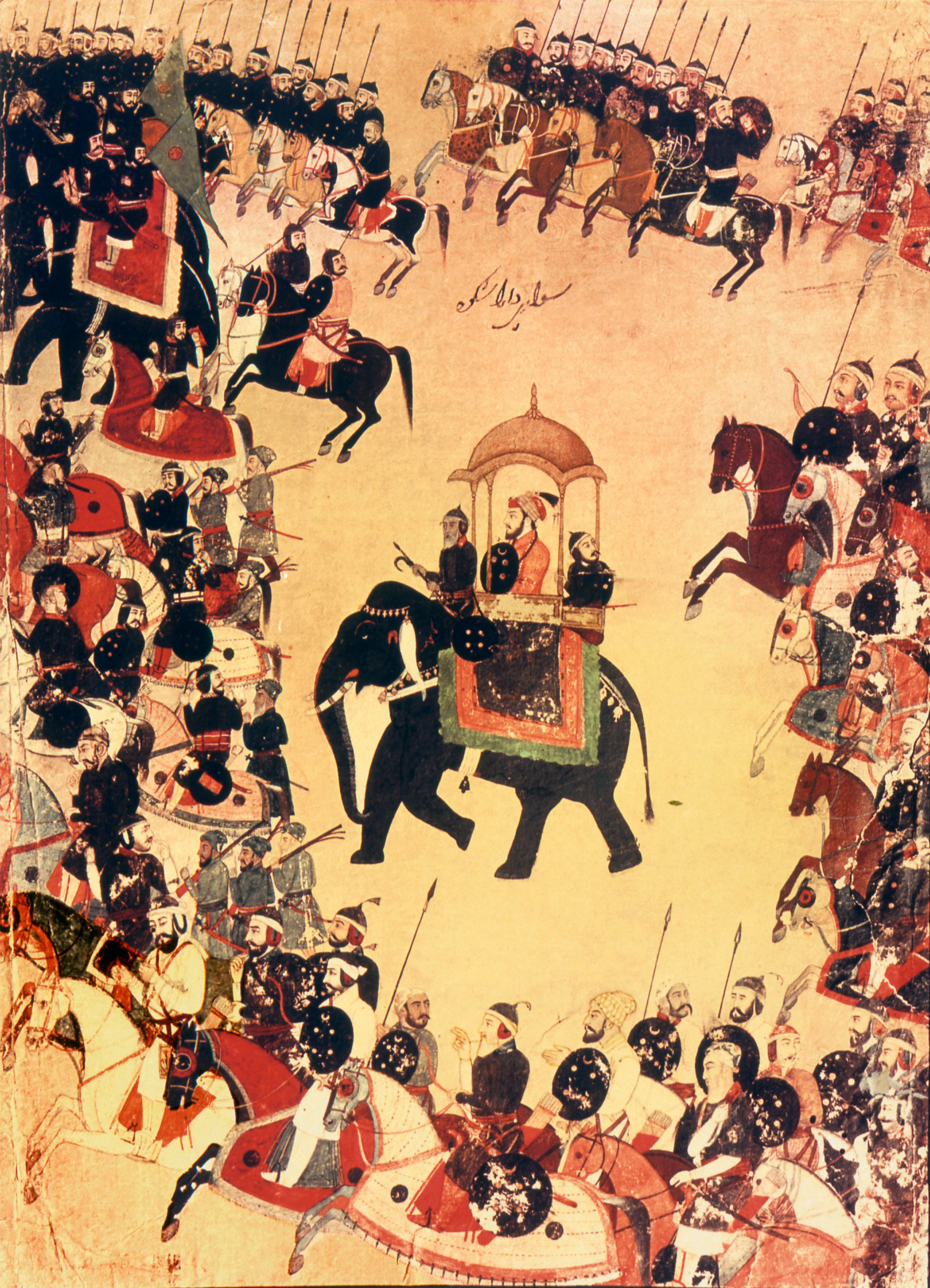
Dara Xucô com seu exército

Em 6 de setembro de 1657, a doença do imperador Xá Jeã desencadeou uma luta desesperada pelo poder entre os quatro príncipes mogóis, embora realisticamente apenas Dara Xucô e Auranguzebe tivessem chance de sair vitoriosos. Xá Xuja foi o primeiro a fazer sua jogada, declarando-se imperador mogol em Bengala e marchou em direção a Agra vindo do leste. Murade Baquexe aliou-se a Auranguezebe.
No final de 1657, Dara Xucô foi nomeado governador da província de Bihar e promovido ao comando de 60.000 soldados de infantaria e 40.000 homens de cavalaria (aproximadamente o equivalente a general).
Apesar do forte apoio de Xá Jeã, que se recuperou o suficiente de sua doença para continuar sendo um forte fator na luta pela supremacia, e da vitória de seu exército liderado por seu filho mais velho, Sulaiman Shikoh, sobre Xá Xuja na batalha de Bahadurpur em 14 de fevereiro de 1658, Dara Xucô foi derrotado por Auranguezebe e Murad durante a Batalha de Samugarh, 13 km de Agra em 30 de maio de 1658. Posteriormente, Auranguezebe assumiu o forte de Agra e depôs o imperador Xá Jeã em 8 de junho de 1658.

## Morte e consequências

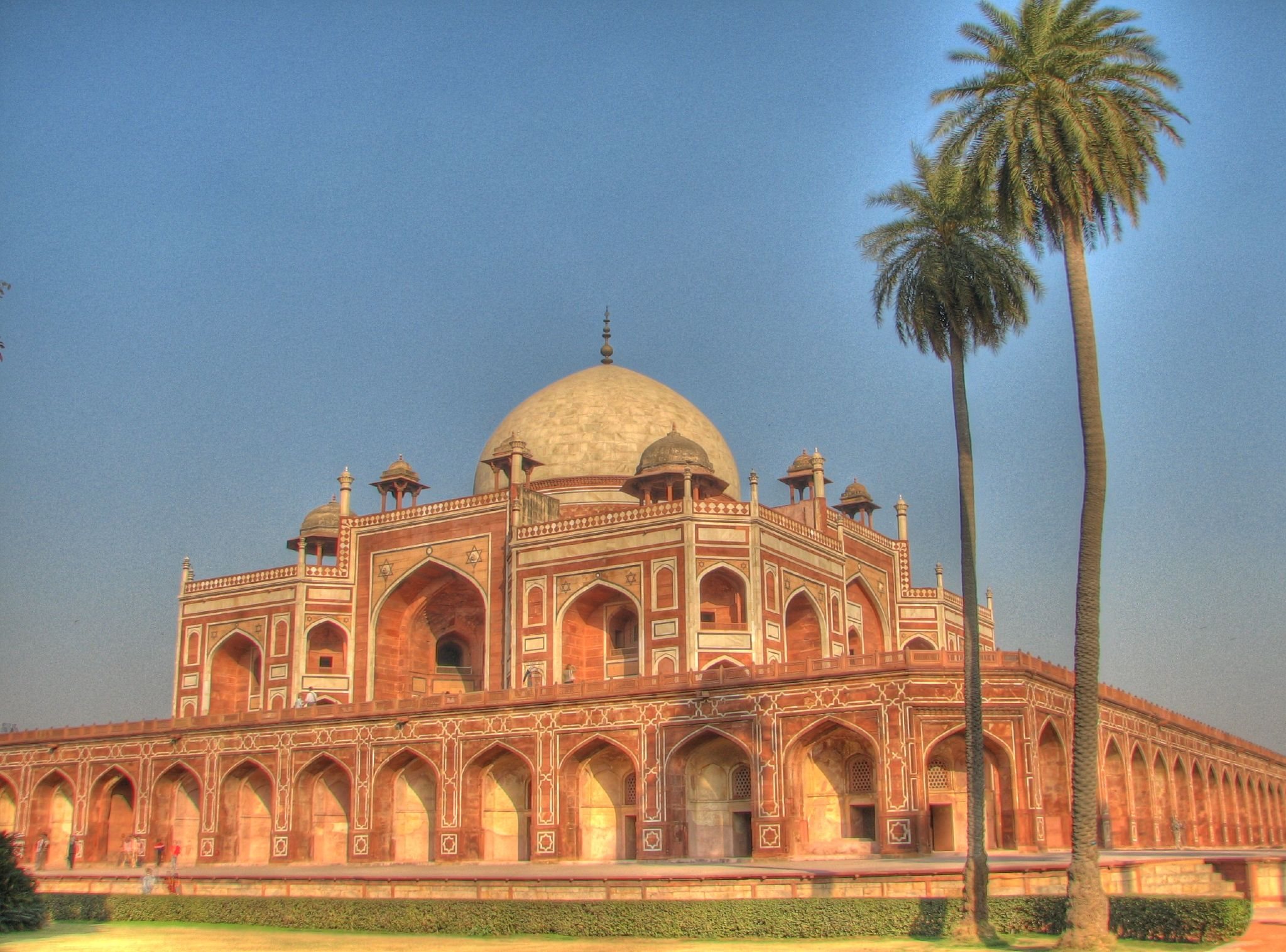
Túmulo de Humaium, onde os restos mortais de Dara Xucô foram enterrados em uma sepultura não identificada.

Após a derrota, Dara Xucô recuou de Agra para Déli e daí para Lahore. Seu próximo destino foi Multã e depois para Thatta (Sinde). De Sindh, ele cruzou o Rann de Kachchh e chegou a Kathiawar, onde conheceu Xá Nauaz Cã, o governador da província de Gujarate que abriu o tesouro para Dara Xucô e o ajudou a recrutar um novo exército. Ele ocupou Surate e avançou em direção a Ajmer. Frustrado em suas esperanças de persuadir o volúvel mas poderoso feudatário de Rajput, Marajá Jaswant Singh de Marwar, a apoiar sua causa, Dara Xucô decidiu se posicionar e lutar contra os perseguidores implacáveis enviados por Auranguezebe, mas foi mais uma vez derrotado na batalha de Deorai (perto de Ajmer) em 11 de março de 1659. Após esta derrota, ele fugiu para Sinde e buscou refúgio sob Malik Jeevan (Junaide Cã Barozai), um chefe afegão, cuja vida foi salva em mais de uma ocasião pelo príncipe mugal da ira de Xá Jeã. No entanto, Junaide segurou Dara Xucô pelo pulso e o prendeu. Então ele deu a notícia a Auranguezebe de que havia capturado Dara Xucô. Auranguezebe enviou seu exército para a casa de Malik Jeevan. O exército de Aurangzeb capturou e confiscou Dara Xucô em 10 de junho de 1659.
Dara Xucô foi levado a Déli, colocado em um elefante imundo e desfilou acorrentado pelas ruas da capital. O destino de Dara Xucô foi decidido pela ameaça política que ele representava como um príncipe popular entre as pessoas comuns―uma convocação de nobres e clérigos, levantada por Auranguezebe em resposta ao perigo percebido de insurreição em Déli, declarou-o uma ameaça à paz pública e um apóstata do Islã. Ele foi assassinado por quatro capangas de Auranguezebe na frente de seu filho aterrorizado na noite de 30 de agosto de 1659 (9 de setembro gregoriano). Após a morte, os restos mortais de Dara Xucô foram enterrados em uma cova não identificada na tumba de Humaium em Déli. Em 26 de fevereiro de 2020, o governo da Índia, por meio do Levantamento Arqueológico da Índia, decidiu encontrar o local do enterro de Dara Xucô nas 140 sepulturas em 120 câmaras dentro da Tumba de Humaium. É considerada uma tarefa difícil, pois nenhuma das sepulturas está identificada ou possui inscrições.
Niccolao Manucci, o viajante veneziano que trabalhou na corte mogol, escreveu os detalhes da morte de Dara Xucô. Segundo ele, após a captura de Dara, Auranguezebe ordenou que seus homens trouxessem sua cabeça até ele e ele a inspecionou minuciosamente para garantir que era mesmo Dara. Ele então mutilou ainda mais a cabeça com sua espada três vezes. Depois disso, ele ordenou que a cabeça fosse colocada em uma caixa e apresentada a seu pai doente, Xá Jeã, com instruções claras para serem entregues apenas quando o velho rei se sentasse para jantar em sua prisão. Os guardas também foram instruídos a informar Xá Jeã que, "Rei Aurangzeb, seu filho, envia esta placa para deixá-lo (Xá Jeã) ver que ele não o esquece". Xá Jeã instantaneamente ficou feliz (sem saber o que estava guardado na caixa) e pronunciou: “Bendito seja Deus porque meu filho ainda se lembra de mim". Ao abrir a caixa, Xá Jeã ficou horrorizado e caiu inconsciente.

## Buscas intelectuais

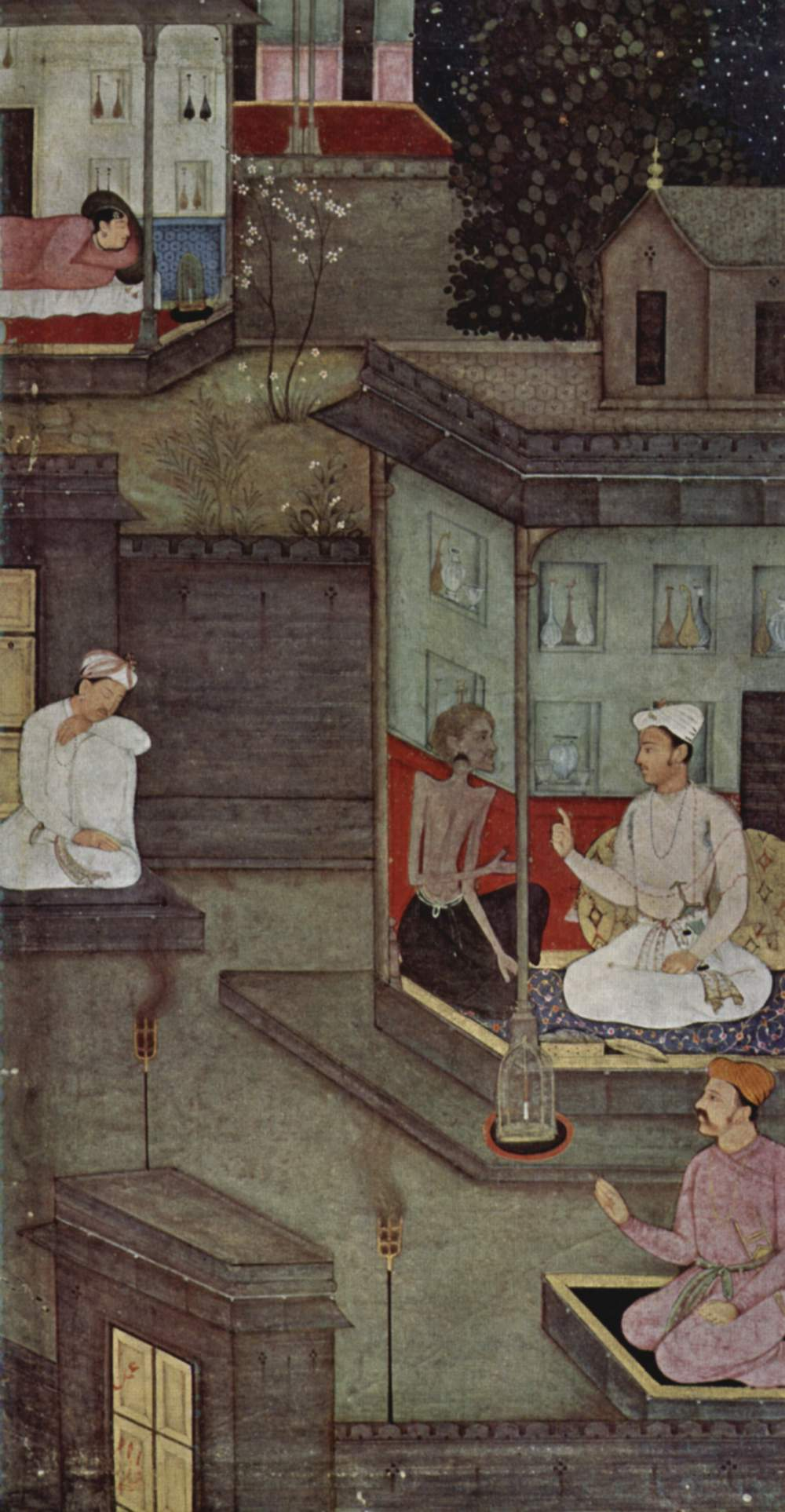
Uma pintura da tradução persa do manuscrito Ioga Vasistha, 1602

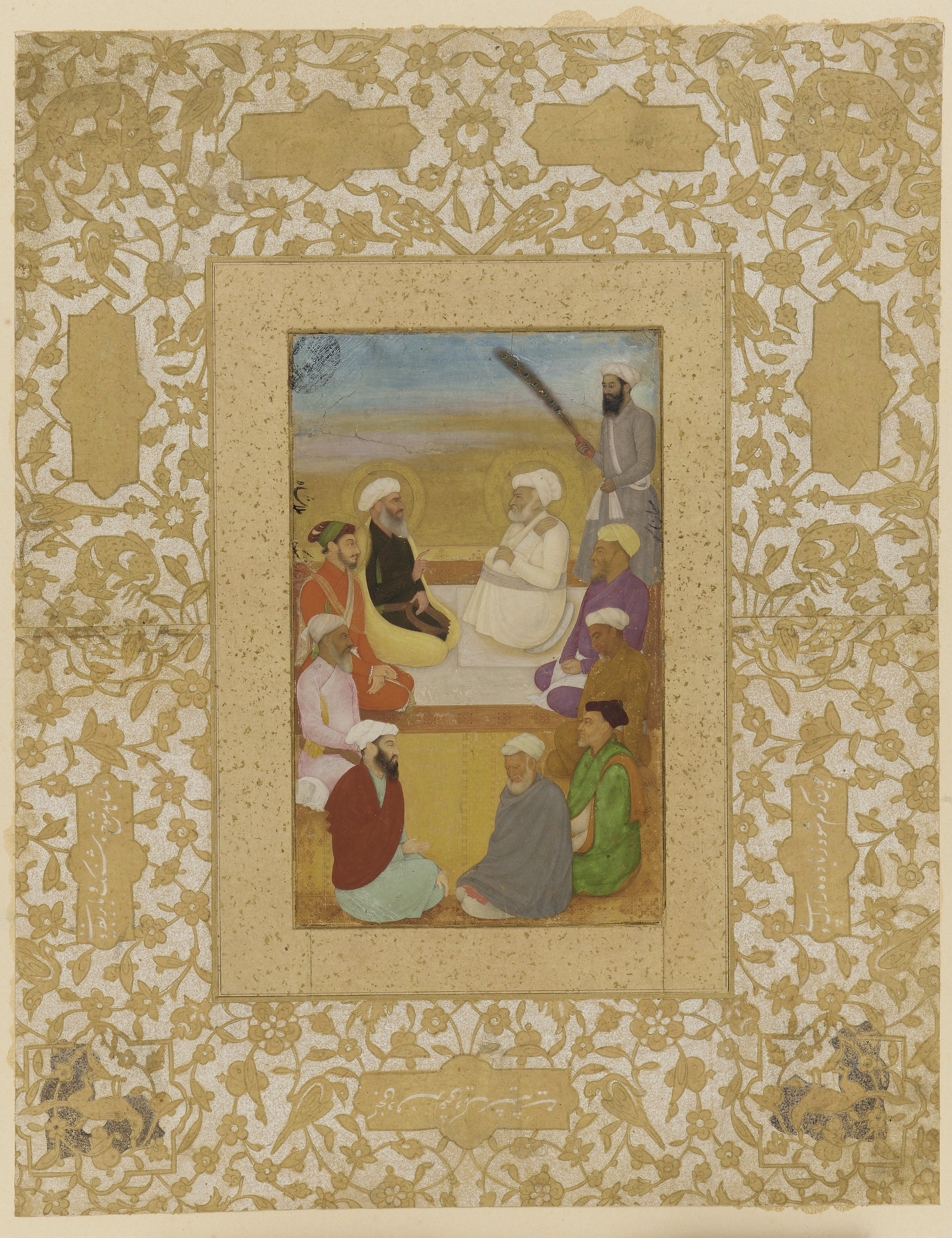
Dara Xucô (com Miã Mir e Mullah Shah Badakhshi), ca. 1635

Dara Xucô é amplamente conhecido como um modelo iluminado da coexistência harmoniosa de tradições heterodoxas no subcontinente indiano. Ele era um defensor erudito da especulação religiosa mística e um poético adivinho da interação cultural sincrética entre pessoas de todas as fés. Isso o tornou um herege aos olhos de seu irmão mais novo ortodoxo e um suspeito excêntrico na visão de muitos dos poderosos do mundo que fervilhavam ao redor do trono mogol. Dara Xucô era um seguidor do sufi armênio perenialista Sarmad Kashani, bem como do famoso santo qadiri Sufi de Lahore, Miã Mir, a quem ele foi apresentado por Mullah Shah Badakhshi (discípulo espiritual e sucessor de Miã Mir). Miã Mir era tão amplamente respeitado entre todas as comunidades que foi convidado pelos siques para lançar a pedra fundamental do Templo Dourado em Amritsar.
Dara Xucô posteriormente desenvolveu uma amizade com o sétimo Guru Sique, Guru Har Rai. Dara Xucô dedicou muito esforço para encontrar uma linguagem mística comum entre o islamismo e o hinduísmo. Com esse objetivo, ele completou a tradução de cinquenta Upanixades de seu sânscrito original para o persa em 1657, para que pudessem ser estudados por estudiosos muçulmanos. Foi a primeira tradução para além da esfera linguística indiana. Ela é frequentemente chamada de Sirr-i-Akbar ("O Maior Mistério"), onde ele afirma corajosamente, na introdução, sua hipótese especulativa de que a obra referida no Alcorão como o "Kitab al-maknun" ou o "livro oculto", não é outro senão as Upanixades. Ele encarou a tradição indiana como contendo uma "verdade esotérica" perene de monoteísmo e afirmou que Bramã era o profeta Adão, o qual a teria revelado. Sua obra mais famosa, Majma-ul-Bahrain ("A Confluência dos Dois Mares"), também foi dedicada à revelação das afinidades místicas e pluralistas entre a especulação sufista e vedântica. O livro foi escrito como um pequeno tratado em persa em 1654–1655. Esse projeto unificador de Dara Xucô foi a culminância de um processo de isomorfismo religioso na Índia que havia se iniciado com o cronista do imperador Aquebar, Abu'l-Fazl, bastante fundamentado na ideia sufi de "Unidade do Ser" (wahdat al-wujud) formulada por Ibn Arabi.
Em 1628, o príncipe encomendou uma tradução do Yoga Vasistha, depois que Vasistha e Rama apareceram diante de Dara Xucô e o abraçaram em seu sonho. A tradução foi realizada por Nizam al-Din Panipati e ficou conhecida como Jug-Basisht, que desde então se tornou popular na Pérsia entre os intelectuais interessados na cultura indo-persa. O místico da era safávida Mir Findiriski (falecido em 1641) comentou sobre passagens selecionadas de Jug-Basisht.
A biblioteca estabelecida por Dara Xucô ainda existe no terreno da Universidade Guru Gobind Singh Indraprastha, Portão Caxemir, Delhi, e agora é administrada como um museu pelo Serviço Arqueológico da Índia após ser reformada.

## Patrono das artes

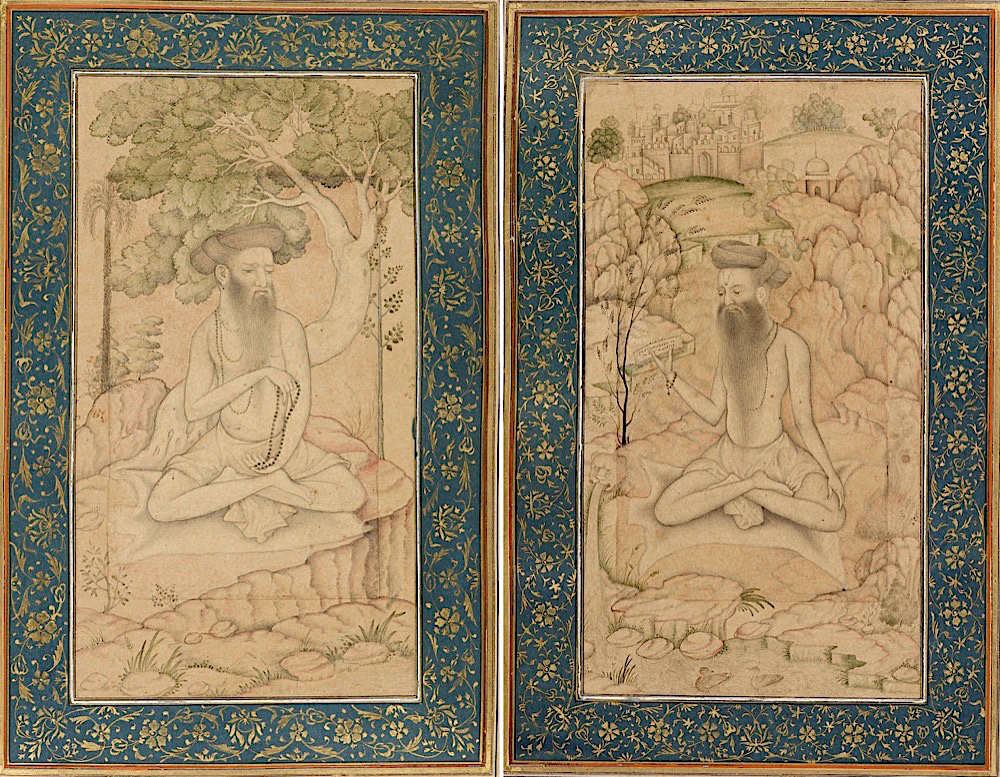
Dois ascetas, supostamente iogues. Pinturas do álbum de Dara Xucô, atribuídas a Govardã (c. 1610)

Ele também foi um patrono das artes plásticas, música e dança, uma característica desaprovada por seu irmão mais novo Muhiudim, mais tarde o imperador Auranguezebe. O "Dara Xicô" é uma coleção de pinturas e caligrafias reunidas desde a década de 1630 até sua morte. Foi apresentado a sua esposa Nadira Banu em 1641–42 e permaneceu com ela até sua morte, após a qual o álbum foi levado para a biblioteca real e as inscrições que o ligavam a Dara Xucô foram deliberadamente apagadas; no entanto nem tudo foi vandalizado e muitas caligrafias e pinturas ainda trazem a sua marca. Entre as pinturas existentes do Álbum de Dara Xucô, há duas páginas opostas, compiladas no início da década de 1630, pouco antes de seu casamento, mostrando dois ascetas em posturas iogues, provavelmente um par de iogues, Vaishnava e Shaiva. Estas pinturas são atribuídas ao artista Govardã. O álbum também contém inúmeros retratos de ascetas e sacerdotes muçulmanos e as fotos obviamente refletem o interesse de Dara Xucô em religião e filosofia.
Dara Xucô também é creditado com o comissionamento de vários exemplos requintados, ainda existentes, da arquitetura Mughal―entre eles o túmulo de sua esposa Nadira Begum em Lahore, o Santuário de Miã Mir também em Lahore, a Biblioteca Dara Shikoh em Delhi, a Mesquita Akhun Mullah Shah em Srinagar na Caxemira.

## Na cultura popular
- As questões que cercam a deposição e execução de Dara Xucô são usadas para explorar interpretações contraditórias do Islã em uma peça de 2008, The Trial of Dara Shikoh,[63] escrita por Akbar S. Ahmed.[64]
- Ele também é o tema de uma peça de 2010 chamada Dara Shikoh, escrita e dirigida por Shahid Nadeem no Paquistão.[65]
- Dara Shikoh é o tema da peça Dara Shikoh de 2007, escrita por Danish Iqbal e encenada, entre outros, pelo diretor M. S. Sathyu em 2008.[66]
- Gopalkrishna Gandhi escreveu uma peça em verso intitulada Dara Shukoh sobre sua vida.[67]
- O escritor bengali Shyamal Gangapadhyay escreveu um romance sobre sua vida, Shahjada Dara Shikoh, que recebeu um prêmio em 1993.[68]

## Governança

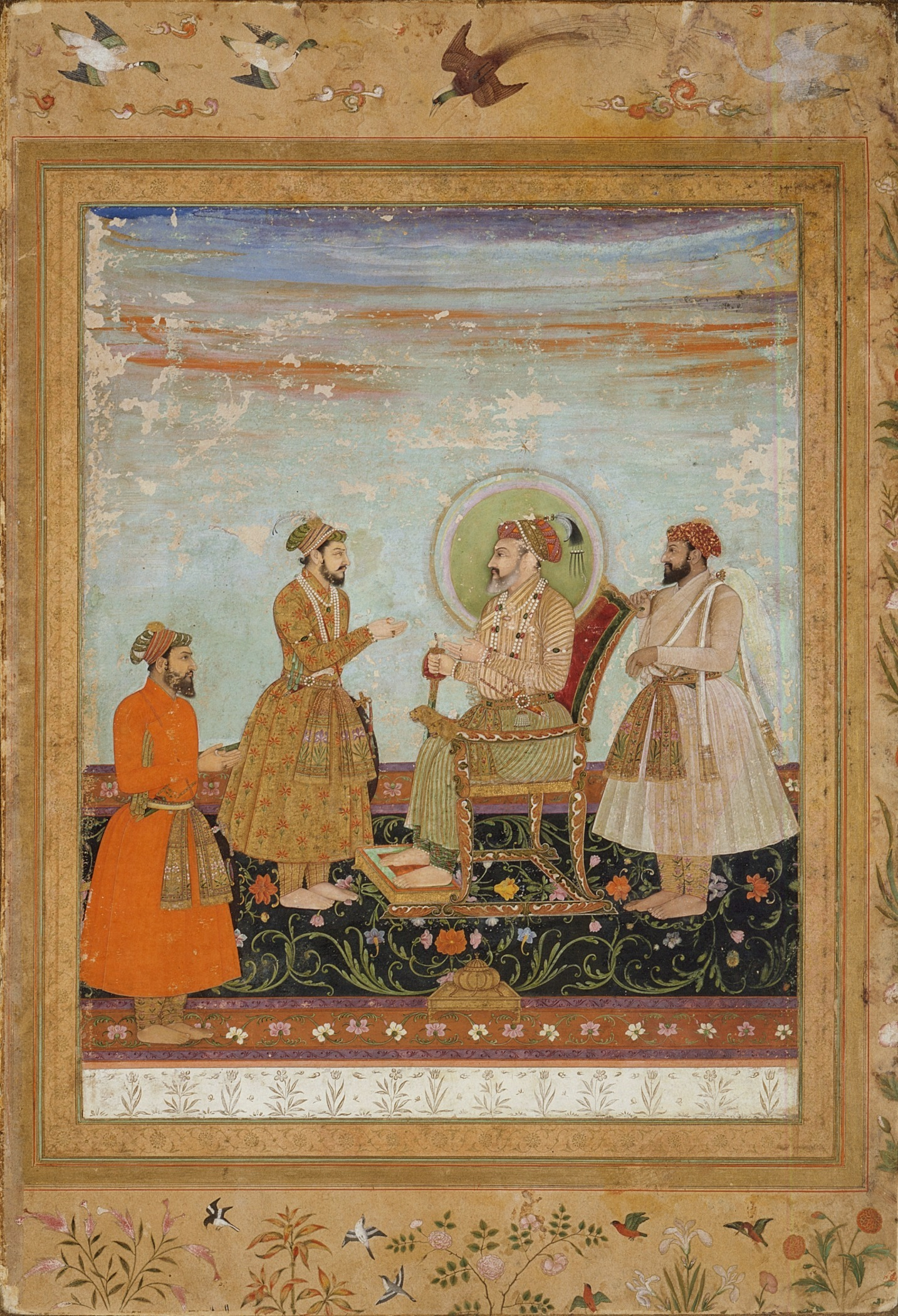
Xá Jeã Recebendo Dara Xucô

- Lahore 1635–1636
- Illahabad 1645–1647
- Malwa 1642–1658
- Gujarate 1648
- Multã, Cabul 1652–1656
- Bihar 1657–1659

## Obras

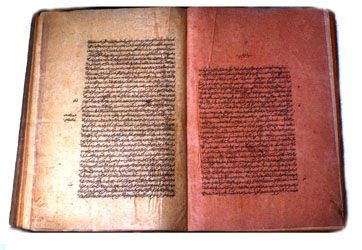
Uma página do Majma-ul-Bahrain, Victoria Memorial, Calcutá.

- Escritos sobre o sufismo e a vida dos awliya (santos muçulmanos):
  - Safinat ul-Awliya
  - Sakinat ul-Awliya
  - Risaala-i Haq Numa
  - Tariqat ul-Haqiqat
  - Hasanaat ul-'Aarifin
  - Iksir-i 'Azam (Diwan-e-Dara Shikoh)
- Escritos de natureza filosófica e metafísica:
  - Majma-ul-Bahrain (A Mistura de Dois Oceanos)
  - So'aal o Jawaab bain-e-Laal Daas wa Dara Shikoh (também chamado Mukaalama-i Baba Laal Daas wa Dara Shikoh )
  - Sirr-e-Akbar (O Grande Segredo, sua tradução das Upanixades em persa)
  - Traduções persas do Yoga Vasishta e Bagavadeguitá.